# Indicatif régional 413

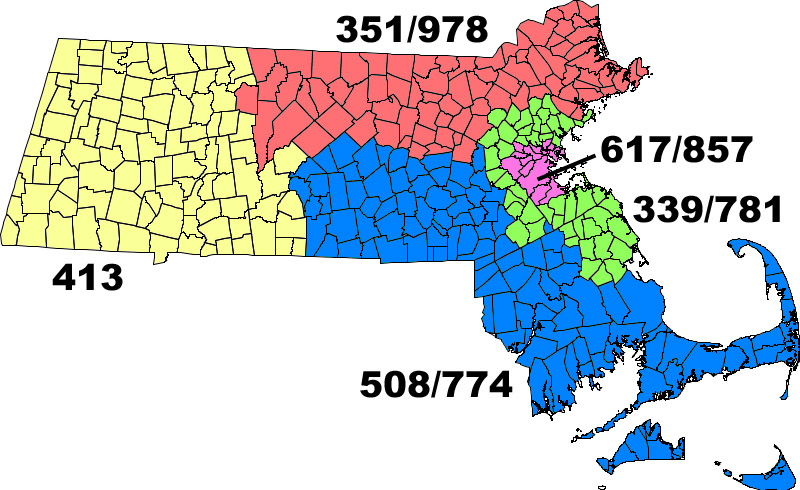
Carte de l'État du Massachusetts avec les territoires de ses indicatifs régionaux. L'indicatif régional 413 sont en jaune.

L'indicatif régional 413 est un indicatif téléphonique régional de l'État du Massachusetts aux États-Unis. Cet indicatif couvre un territoire situé à l'ouest de l'État.
La carte ci-contre indique en jaune le territoire couvert par l'indicatif 413.
L'indicatif régional 413 fait partie du Plan de numérotation nord-américain.

## Principales villes desservies par l'indicatif
- Springfield
- Chicopee
- Northampton
- Holyoke
- Amherst

## Source
- (en) Cet article est partiellement ou en totalité issu de l’article de Wikipédia en anglais intitulé « Area code 413 » (voir la liste des auteurs).